# Mariya Shorets
Mariya Sergeyevna Shorets (São Petersburgo, 9 de agosto de 1990) é uma triatleta profissional russa. 

## Carreira

### Rio 2016
Mariya Shorets disputou os Jogos do Rio 2016, terminando em 25º lugar com o tempo de 2:01:33. 